# Lijevo Sredičko
Lijevo Sredičko je naseljeno mjesto u Republici Hrvatskoj u Zagrebačkoj županiji. 
Mjesto se sastoji od velike glavne ulice "Kupski slapovi" te od ostalih sporednih ulica pod nazivima: Vrbice, Šetnica, Jurajčeva, Putina, Topolnjakova, Vikendaška s dva odvojka, Mirna s 5 odvojaka, Obala kupe, Cvetnićka, Odvojak Kupskih Slapova, Sedlarićeva, ulica Zdenac, Kravaščica s 3 odvojka, Lukšina i ulica Krčac. 

## Zemljopis
Administrativno je u sastavu općine Pisarovina. Naselje se proteže na površini od 5,19 km². Te nadmorska visina varira s obzirom na to da se mjesto proteže preko dva brda. Na području mjesta rijeka Kravaščica ulijeva se u rijeku Kupu tamošnje stanovništvo taj dio naziva "Usta". 

## Stanovništvo
Prema popisu stanovništva iz 2011. godine u Lijevom Sredičku žive 202 stanovnika i to u 70 kućanstava. Gustoća naseljenosti iznosi 38,92 st./km².
Prema nekim podacima mjesto ima preko 500 vikend kuća koje su na području mjesta. 

## Kultura i obrazovanje
U mjestu postoji kapela Pohoda blažene djevice Marije koja je sagrađena na mjestu nekadašnje kule osmatračnice. Također mjesto ima svoje vlastito dobrovoljno vatrogasno društvo "DVD Lijevo Sredičko" koje je osnovano 1955. Također postoji područna osnovna škola Vladimira Nazora koja je bila aktivna do 1981, u školi su se pohađala prva četiri razreda, nakon čega bi učenici nastavili sa školovanjem u matičnoj školi u Pisarovini.

## Povijest
Prema povjesnim podacima Lijevo i Desno sredičko su nekada bili samo "Sredičko" no za vrijeme Napoleonovih osvajanja, Napoleon je dao prokopati tamošnje korito rijeke Kupe u današnji izgled. Nakon prekopavanja mjesto je podijeljeno na dva dijela. Za vrijeme Domovinskog rata bilo jedno od uporišta protiv agresora. 
| broj stanovnika | 335   | 335   | 304   | 318   | 344   | 291   | 277   | 291   | 263   | 248   | 225   | 234   | 213   | 175   | 174   | 196   | 180   |
|                 | 1857. | 1869. | 1880. | 1890. | 1900. | 1910. | 1921. | 1931. | 1948. | 1953. | 1961. | 1971. | 1981. | 1991. | 2001. | 2011. | 2021. |